# Reiterstatue (NAMA 2715)

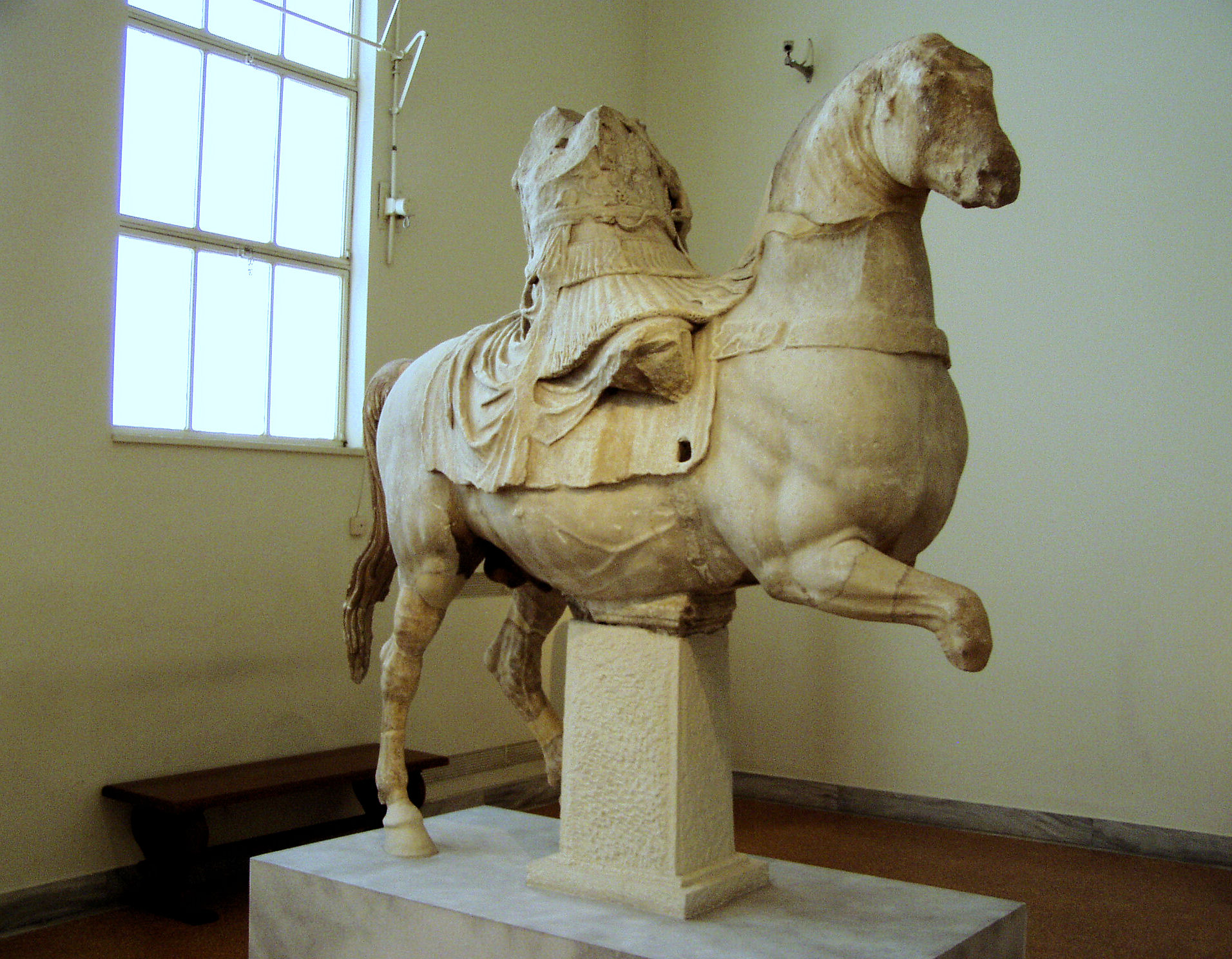
Seitenansicht (rechts) der Statue

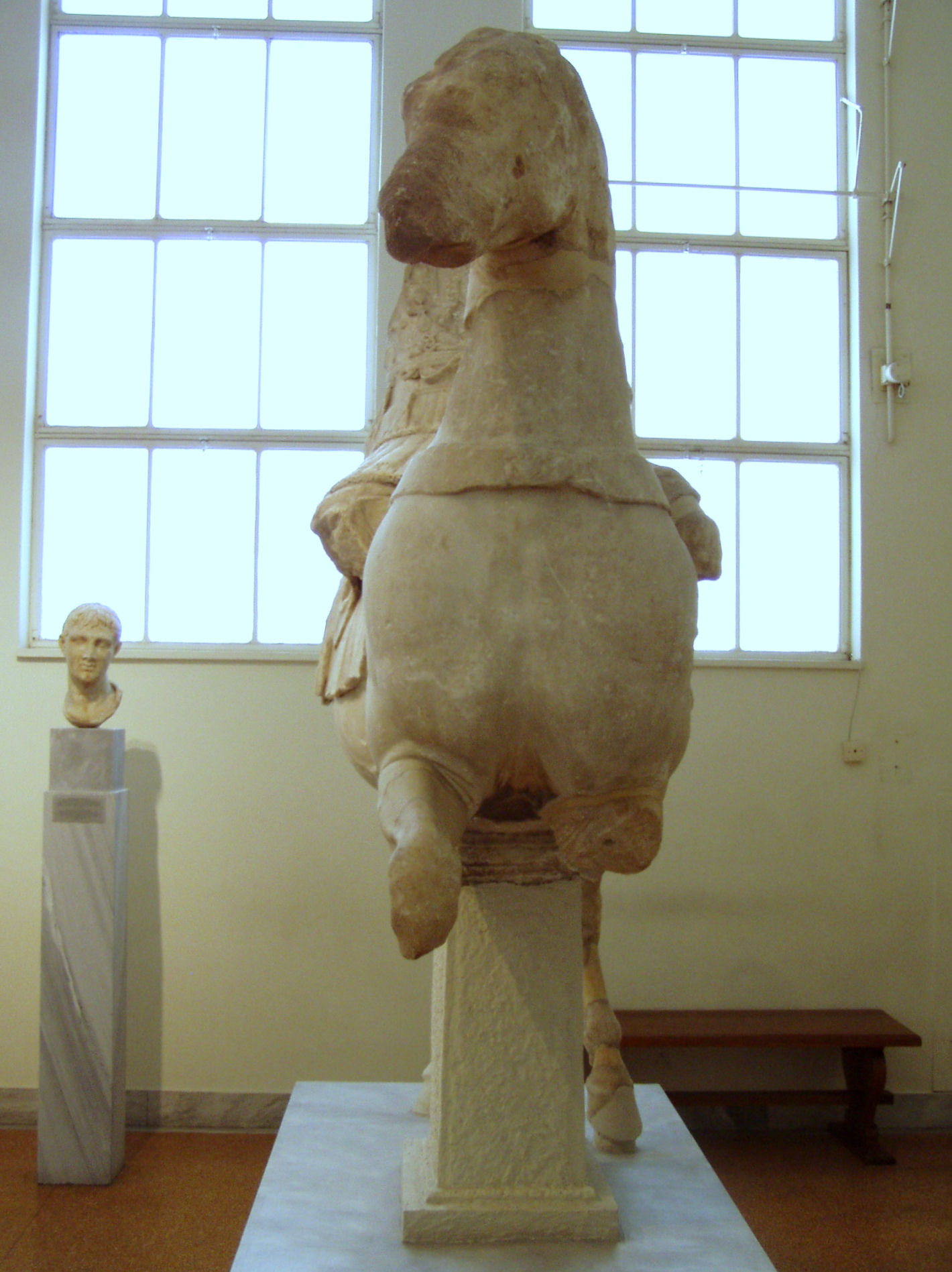
Vorderansicht der Statue

Die Reiterstatue im Archäologischen Nationalmuseum Athen (NAMA) mit der Inventarnummer 2715 zeigt einen Herrscher oder General. Sie wird in die Zeit um 100 v. Chr. datiert.
Die Reiterstatue wurde 1900 auf der Insel Melos gefunden. Sie wurde aus Parischem Marmor gefertigt und hat eine Höhe von 2,93 m. Die Statue ist in Teilen stark fragmentiert. Dem Pferd fehlen das vordere linke Bein abgesehen vom Ansatz komplett, das rechte Bein von knapp unter dem Knie an. Dem Reiter fehlen große Teile der Beine und der größere Teil des linken Arms sowie auf der linken Seite nicht nur der komplette Arm, sondern auch die Schulter. Der Kopf fehlt einschließlich des gesamten Halses. Auch die säulenartige Stütze unter dem Pferd ist verloren. Die Hinterbeine und der Schwanz sind aus jeweils mehreren Einzelteilen zusammengesetzt und der Statue wieder angefügt worden, Teile davon sind moderne Ergänzungen.
Das schwer und massig erscheinende Pferd wurde vom Künstler in einem leichten Galopp gezeigt. Der Kopf ist leicht nach rechts geneigt, auch der Schwanz scheint sich zu bewegen. Das Pferdegeschirr zeigt reliefierte Greife an den Seiten und ein Gorgoneion an der Front. Der Reiter sitzt auf einem eckigen Stück dicker Kleidung, das großflächig auf dem Rücken ausgebreitet ist. Der Reiter trägt ein Korselett, das mit reliefierten Schlangen und einem Gorgoneion verziert ist. Darüber trägt er ein Chlamys. Ein Teil davon steckt links seitlich unter einem Gürtel. In der linken Hand hielt der Reiter die Zügel. In der anderen Hand hielt er möglicherweise eine Schüssel oder streckte sie zum Gruß aus, wie es von anderen Statuen dieser Zeit bekannt ist.